# Jonathan Sexton
Jonathan Jeremiah Sexton (Dublino, 11 luglio 1985) è un ex rugbista a 15 irlandese, in carriera mediano d'apertura e 100 volte internazionale per l'Irlanda.

## Biografia
Cresciuto rugbisticamente e scolasticamente al St Mary's College di Dublino, nella cui prima squadra di AIB League è tuttora registrato, nel 2005 esordì nella franchise provinciale di Leinster, di cui Dublino fa parte.
Inizialmente seconda scelta dietro all'apertura titolare Felipe Contepomi, Sexton scese in campo quattro volte in due stagioni di Celtic League; nel 2007-08, anche grazie al fatto che Contepomi, a inizio di stagione, era reduce dalla Coppa del Mondo di rugby 2007, Sexton trovò più spazio e contribuì alla conquista del titolo; l'anno successivo, nella vittoriosa campagna di Heineken Cup, Sexton trovò il posto da titolare in finale per via di un infortunio al ginocchio di Contepomi e realizzò 11 dei 19 punti con cui il Leinster batté il Leicester.
Dopo la partenza di Contepomi Sexton divenne titolare fisso ed ebbe modo di incidere in maniera perfino più decisiva, rispetto a due anni prima, nella vittoria della seconda Heineken Cup del Leinster nella finale dell'edizione 2010-11: sotto per 6-22 nella finale di Cardiff contro il Northampton, la squadra rimontò grazie a due mete trasformate e altrettanti piazzati, per un totale di 20 punti, realizzati da Sexton in 17 minuti nel secondo tempo; un'ulteriore meta di Nathan Hines fu trasformata ancora da Sexton per un totale di 33 punti per il Leinster e 26 (contando anche quelli realizzati nel primo tempo) personali.
A livello internazionale, Sexton disputò il suo primo test match per l'Irlanda durante gli incontri di fine anno 2009: il debutto avvenne contro Figi, battuta 41-6 con 16 punti dell'esordiente Sexton.
Da allora è titolare fisso in Nazionale e prese parte anche alla Coppa del Mondo di rugby 2011 in Nuova Zelanda, dove l'Irlanda giunse fino ai quarti di finale.
Fece parte del tour dei British Lions del 2013 in Australia, scendendo in campo in tutti i tre test match contro gli Wallabies e vincendo la serie 2-1.
Nel corso della stagione 2012-13 non rinnovò il contratto con il Leinster e si accordò con il club francese di prima divisione del Racing Métro a partire dalla stagione 2013-14.
Tuttavia, già all'inizio della stagione 2014-15 annunciò che non avrebbe rinnovato con i parigini per firmare un quadriennale con la federazione irlandese e, nuovamente, con Leinster, a partire dalla stagione 2015-16; successivamente fece parte della squadra irlandese che partecipò alla Coppa del Mondo di rugby 2015 in Inghilterra.
Due anni dopo Warren Gatland lo convocò nuovamente nei British Lions per il loro tour in Nuova Zelanda, nel corso del quale scese in campo in sette incontri, tre dei quali i test match contro gli All Blacks.
Nel 2018 vinse il premio come Miglior giocatore World Rugby dell'anno, dopo aver ricevuto una nomina allo stesso nel 2014. È il secondo rugbista irlandese della storia ad aggiudicarsi il premio, dopo la vittoria di Keith Wood nel 2001.
Nella vita privata Sexton è tra gli ambasciatori della filiale irlandese dell'organizzazione internazionale di beneficenza Make-A-Wish che si occupa di realizzare i desideri di bambini e ragazzi affetti da malattie gravi.

## Palmarès
- Pro14: 6
Leinster: 2007-08, 2012-13, 2017-18, 2018-19, 2019-20, 2020-21
- Heineken Cup: 3
Leinster: 2008-09, 2010-11, 2011-12
- Champions Cup: 1
Leinster: 2017-18
- Challenge Cup: 1
Leinster: 2012-13